# 네발가락도롱뇽

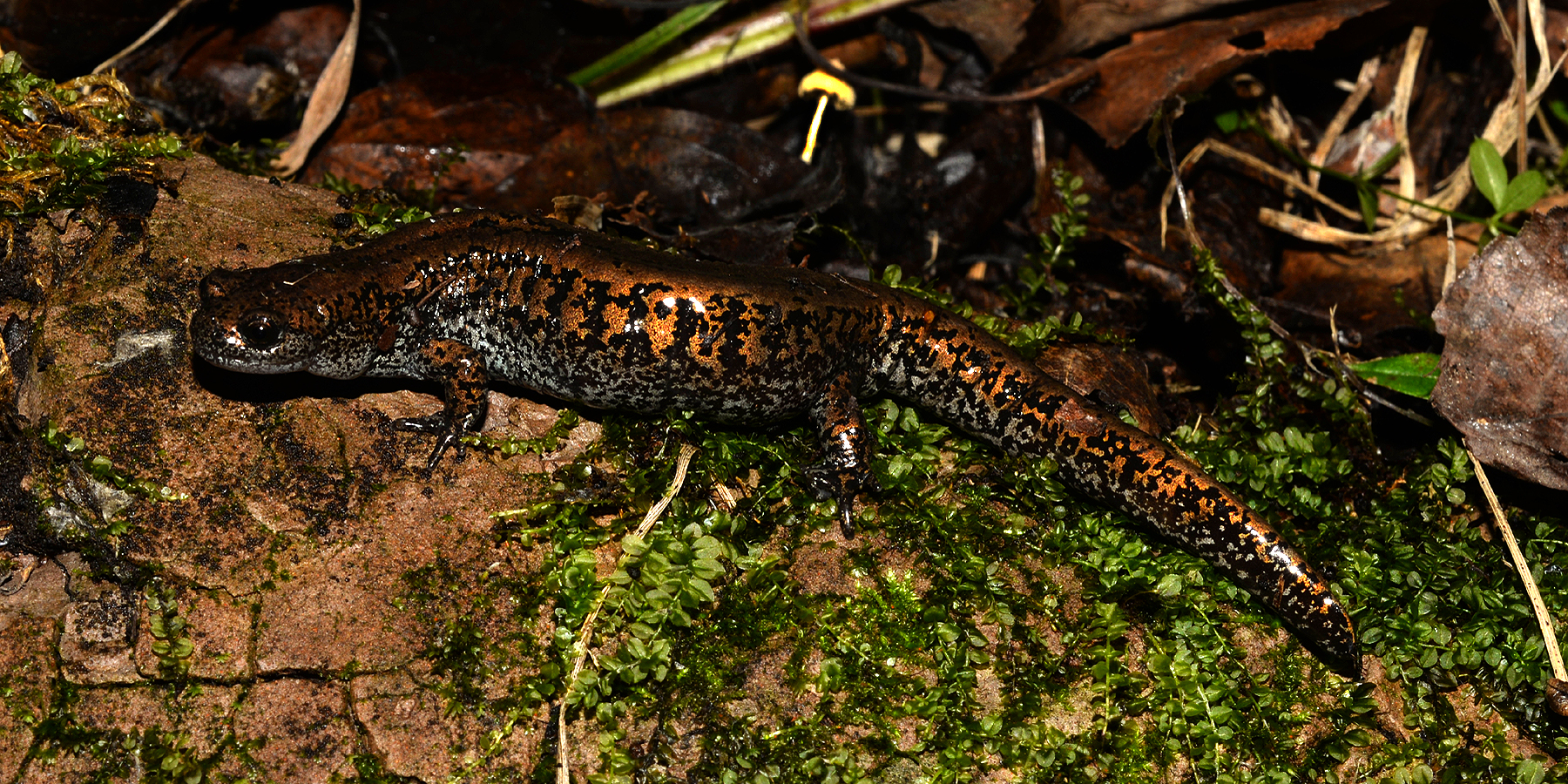
중국 헤이룽장성 우잉 근처의 네발가락도롱뇽(2016년 9월 8일)

네발가락도롱뇽(학명: Salamandrella keyserlingii)은 동북아시아에 서식하는 도롱뇽목의 한 종이다. 습윤림과 강가의 숲에 서식한다.

## 분포
이 종은 주로 소시바강과 우랄산맥 동쪽의 시베리아, 베르호얀스크산맥을 포함한 동시베리아산맥에서 북동쪽으로 아나디르 고원까지, 동쪽으로 캄차카반도까지, 남쪽으로 만주까지 분포한다. 또한 카자흐스탄 북부와 몽골, 중국 북동부, 그리고 한반도에도 외딴 개체군이 있다. 대한민국에서는 절멸된 것으로 여겨진다. 일본 홋카이도의 구시로 습원 국립공원에 고립된 개체군이 존재한다. 함경남도 백암군에 있는 네발가락도롱뇽 번식지는 조선민주주의인민공화국 천연기념물 제360호로 지정되어 있다.

## 특징
성체는 길이가 9.0에서 12.5cm에 이른다. 몸은 푸른빛을 띠는 갈색이며, 등에는 보라색 줄무늬가 있다. 눈 사이와 주변에는 얇은 짙은 갈색 줄무늬가 있으며, 때때로 꼬리에도 나타난다. 각 발에는 발톱 없는 네 개의 발가락이 있다. 꼬리는 몸보다 길다. 수컷은 일반적으로 암컷보다 작다.
네발가락도롱뇽은 영하 45°C와 같은 극심한 추위에서도 생존하는 것으로 알려져 있다. 일부 경우에는 몇 년 동안 영구동토에 얼어붙어 있다가 해동되면 걸어가는 것이 관찰되기도 했다. 네발가락도롱뇽은 수분 배출과 간 위축을 통해 몸무게를 4분의 1로 줄이고, 체내 글리세롤 농도를 높여 이를 가능하게 한다.

## 발견
1870년 베네딕트 디보프스키가 이 종에 Salamandrella keyserlingii라는 학명을 붙였다. 1910년에 조르주 알베르 불랑제는 다시 Hynobius keyserlingii라는 학명을 붙였으나 이 새로운 이름은 거의 쓰이지 않았다.

## 행동
네발가락도롱뇽은 대체로 야행성이며, 밤에는 지상에서 먹이를 찾고 낮에는 습한 통나무나 나무 조각 아래에 머무른다.

## 서식지
네발가락도롱뇽의 서식지는 타이가의 습한 침엽수림, 혼합 활엽수림, 그리고 툰드라와 삼림 스텝의 강가 숲이다. 일시적이거나 영구적인 웅덩이, 습지, 사초 목초지, 우각호 근처에서 흔히 보인다.

## 번식
5월 또는 6월 초에 물웅덩이에서 번식한다. 한 개의 알집에는 평균 50~80개의 알이 들어 있으며, 암컷은 한 해에 최대 240개의 알을 낳는다. 옅은 갈색 알은 부화하는 데 3~4주가 걸리며, 11~12mm 길이의 도롱뇽 유생이 나온다.

## 더 읽기
- 〈네발가락도롱뇽〉. 《네이버 백과사전》. 2020년 6월 14일에 원본 문서에서 보존된 문서. 2007년 6월 11일에 확인함.
- “AmphipiaWeb”.